# Poland Darts Masters
De Poland Darts Masters is onderdeel van de World Series of Darts van de Professional Darts Corporation. In 2023 werd dit toernooi voor het eerst toegevoegd aan de agenda. Aan het toernooi mogen acht spelers van de PDC Pro Tour en acht 'lokale' spelers meedoen.

## Finales
| Jaar | Winnaar (gemiddelde in finale) | Legs  | Runner-up (gemiddelde in finale) | Locatie                    | Bron  |
| ---- | ------------------------------ | ----- | -------------------------------- | -------------------------- | ----- |
| 2023 | Michael van Gerwen (113.22)    | 8 – 3 | Dimitri Van den Bergh (101.07)   | Arena COS Torwar, Warschau | [ 2 ] |
| 2024 | Luke Littler (101.84)          | 8 – 3 | Rob Cross (94.91)                | PreZero Arena, Gliwice     | [ 3 ] |
| 2025 | Gerwyn Price (103.12)          | 8 – 7 | Stephen Bunting (97.95)          | PreZero Arena, Gliwice     | [ 4 ] |

2023 · 2024 · 2025